# 叶轩彤
叶轩彤（2006年12月6日—）是一位中国演員。

## 生平
2006年出生于浙江杭州，是一位儿童演员。2014年参演《我有一个梦》，开始演艺生涯，因为乐观开朗的性格和惹人喜爱的形象一经亮相荧屏，便收获了众多粉丝。当然除了演技和美貌，彤彤也多才多艺，是个名副其实的小才女。小小年纪的不仅会武术、会唱歌，还会跳拉丁舞，中国舞也是不在话下，2014年叶轩彤就是超级童星巡回演唱会的特约嘉宾。如今两年过去，彤彤的武艺更加精湛了，迷人的舞姿加上姣好的身材，使得她的表演越来越让人记忆深刻。

## 影视作品

### 电视剧
| 首播年份 | 剧名                     | 角色         | 备注       |
| 2015年   | 《我有一个梦》           | 甜甜         |            |
| 2015年   | 《婚姻攻防战之爱要付出》 | 小鱼儿       |            |
| 2015年   | 《琅琊榜》               |              |            |
| 2015年   | 《映山红》               |              |            |
| 2016年   | 《家国恩仇记》           | 秀儿         |            |
| 2018年   | 《终极一班5》            | 小小童       | 网络剧     |
| 2018年   | 《台湾往事》             | 林清戴       |            |
| 2018年   | 《小楼又东风》           | 童年吕晗芝   |            |
| 2018年   | 《天乩之白蛇传说》       | 冷凝         | 少年       |
| 2018年   | 《古剑奇谭2》            | 少年昭宁公主 |            |
| 2018年   | 《知否知否应是绿肥红瘦》 | 顧書蓉       |            |
| 2019年   | 《陈情令》               | 少年江厌离   |            |
| 2022年   | 《山河月明》             | 少年徐妙锦   | 2018年拍攝 |
| 待播     | 《大泼猴》               | 温阳公主     |            |
| 待播     | 《巴清传奇》             | 小公主       |            |
| 待播     | 《热血英雄传之校花》     | 水妹子       |            |
| 待播     | 《一步登天》             | 少年寒醉     |            |

### 电影
| 上映年份      | 片名           | 角色            | 备注 |
| 2015年        | 《东江密令》   | 小女一          |      |
| 2017年5月20日 | 《放学后》     | 杜小伟          |      |
| 2017年8月18日 | 《艺魂》       | 林艺芸 (小女一) |      |
| 2018年6月26日 | 《明天有多远》 | 小丽            |      |
| 2019年7月19日 | 《鼠胆英雄》   | 丐帮帮主        |      |
| 未上映        | 《诡朋友》     | 小美心          |      |
| 未上映        | 《忘川茶舍》   | 莲翘            |      |

### 综艺节目
| 首播年份 | 节目名     | 备注             |
| 2016年   | 我是大赢家 | 以一首《虫儿飞》 |

### 宣传片
2014年
- 宣传片《极乐世界》饰演 女一